# Nonnenbach (Blankenheim)
Nonnenbach is een plaats in de Duitse gemeente Blankenheim (Ahr), deelstaat Noordrijn-Westfalen, en telt 130 inwoners.